# Simone Valente
Simone Valente (Savona, 12 gennaio 1987) è un politico italiano.

## Biografia
Nato il 12 gennaio 1987 a Savona, inizia a militare nel meetup di Savona nel 2010 partecipando a molte iniziative.
Nel 2011 si candida a consigliere nel comune di Savona senza risultare eletto.
Nel 2012 si candida alle parlamentarie del Movimento 5 Stelle finendo in lista nella circoscrizione Liguria per la Camera dei Deputati alle Elezioni politiche 2013. Risulta eletto Deputato della Repubblica Italiana assieme a Matteo Mantero e Sergio Battelli.
Dal 7 maggio 2013 è membro della VII Commissione permanente (Cultura, Scienza e Istruzione). A partire dal 4 luglio 2017 è Capogruppo del gruppo Movimento 5 Stelle alla Camera dei deputati.
Dal 13 giugno 2018 diviene sottosegretario di Stato alla Presidenza del Consiglio dei Ministri, alle dipendenze del Ministro per i Rapporti con il Parlamento Riccardo Fraccaro.
Il 21 giugno 2022 segue la scissione di Luigi Di Maio dal Movimento 5 Stelle, a seguito dei contrasti tra lui e il presidente del M5S Giuseppe Conte, per aderire a Insieme per il futuro (Ipf).